# Sūrom
Sūrom är en ort i Iran.   Den ligger i provinsen Gilan, i den nordvästra delen av landet, 270 km nordväst om huvudstaden Teheran. Sūrom ligger 16 meter över havet och antalet invånare är 302.
Terrängen runt Sūrom är platt åt nordost, men åt sydväst är den kuperad.Runt Sūrom är det ganska tätbefolkat, med 134 invånare per kvadratkilometer. Närmaste större samhälle är Fūman, 13,6 km sydost om Sūrom. Trakten runt Sūrom består till största delen av jordbruksmark.